# Instituut Clingendael
Clingendael - Nederlands Instituut voor Internationale Betrekkingen (Engels: Clingendael - the Netherlands Institute of International Relations) is een Nederlands onderzoeksinstituut, denktank en academie op het gebied van internationale betrekkingen. Clingendael voert vanuit een onafhankelijke positie trainingen en onderzoeken uit voor verschillende opdrachtgevers die de missie van Clingendael ondersteunen: Towards a secure, sustainable and just world. Het instituut is gevestigd in Huys Clingendael op het landgoed Clingendael in Den Haag.

## Geschiedenis en doelstelling
Het instituut werd in 1983 opgericht, mede door de Nederlandse minister van Defensie, maar is volgens zijn statuten politiek onafhankelijk. Het instituut biedt transparantie over zijn financiering in het jaarverslag en over zijn opdrachtgevers via de website.
De Clingendael Academy verzorgt trainingen op maat voor o.a. (aanstaande) diplomaten uit de hele wereld, ngo-medewerkers en mensen uit het bedrijfsleven. Daarnaast biedt de Academy verschillende cursussen met open inschrijving voor mensen die in hun dagelijks werk te maken krijgen met bijvoorbeeld onderhandelen of cybersecurity.
Onderzoekers en trainers van het instituut mengen zich regelmatig in het maatschappelijke en politieke debat, verzorgen duiding bij het internationale nieuws en agenderen (geo)politieke kwesties. 
Clingendael maakt deel uit van de Hague Academic Coalition, een samenwerkingsverband van academische instituten op het gebied van internationale betrekkingen, internationaal recht en internationale ontwikkeling.

## Bevolkingsonderzoek
In 2020 startte het instituut de Clingendael Buitenland Barometer, een periodiek bevolkingsonderzoek voor het inventariseren van de houdingen van Nederlanders ten aanzien van internationale ontwikkelingen en hun meningen over het Nederlandse buitenlandbeleid. Daarbij geeft het instituut op basis van onderzoek een verklaring voor die houdingen en opvattingen. De resultaten worden regelmatig gepubliceerd en zijn aanleiding voor publieke en politieke debatten.
Sinds de lancering in 2020 is er bevolkingsonderzoek gedaan naar de Nederlandse houding ten opzichte van Rusland, China, veiligheid en defensie en asiel- en migratievraagstukken.

## Directeuren
- 1983-1990: Henk Neuman
- 1991-1994: Joris Voorhoeve
- 1995-2004: Alfred van Staden
- 2005-2011: Jaap de Zwaan
- 2011-2016: Ko Colijn
- 2016-heden: Monika Sie Dhian Ho[5]

## Voorzitter van de Raad van Toezicht
- 1 oktober 2022 - heden: Jaap de Hoop Scheffer